# Esther Mwombe
Esther Mwombe est une joueuse de volley-ball kényane à la retraite.

## Biographie
Née le 10 avril 1987 au Kenya.

## Carrière en club
Elle faisait partie de l'équipe nationale féminine de volley-ball du Kenya lors du Championnat du monde féminin de volley-ball de la FIVB 2010 au Japon. Elle a joué avec Kenya Prisons.